# Ryan Johnson (fotbalista, 1984)
Ryan Johnson (* 26. listopadu 1984) je bývalý jamajský fotbalový útočník, naposledy hrající za americký klub Rayo OKC.
S jamajskou reprezentací se zúčastnil Gold Cupu 2011 a Karibského poháru 2012.